# Енгус II
Енгус II (*Unuist mac Uurguist або Óengus mac Fergusa, д/н —834) — король Піктії та Дал Ріади у 820-834 роках.

## Життєпис
Енгус (Онуйст) був братом короля Костянтина I. Походження точно невідомо: тривалий час вважався нащадком дал-ріадського короля Фергуса II мак Ехдаха, втім потім висунуто версію щодо приналежності до роду Енгуса I, засновника правлячої династії в Піктії. Остання версія дотепер приймається за головну.
Після смерті брата у 820 році успадкував трон Піктії. «Пісня скоттів» включає Енгуса II, його сина Еогана і небожа Домналла до переліку королів Дал Ріади, предків Малькольма III. Одні історики бачать в цьому свідоцтво того, що королівство скоттів знову потрапило під владу піктів. Інші навпаки вважають це наслідком процесу гелізації Піктії. Треті взагалі вважають, що Енгус II та його родичі до трону Дал Ріади відношення не мали, а до «Пісні скоттів» були включені на знак визнання їхніх заслуг у становленні культу Святого Андрія. Втім це відповідає процесу поєднання Піктії й Дал Ріади з відповідним процесом з'єднання правлячих й знатних родів обох держав, що почалося з Енгуса I й відновлено Костянтином I.
Відповідно до ірландських анналів разом з Домналлом виступив проти Еохайда IV (за іншою версією той загинув ще у 781 році, але деякі дослідники вважають того лише позбавленим трону, згадується як король з 811 року), який зазнав поразки протягом 819 року. У 820 року розділив Дал Ріаду зі своїм небожем Домналлом III.
Згідно з легендою, близько 832 року пікти і скотти боролися з англами поблизу сучасного Етельстанфорда в Лотіані. Увечері напередодні битви вони молилися про перемогу Святому Андрію Первозванному. Вночі апостол з'явився Енгусу II і пообіцяв свою підтримку в прийдешній битві. Коли на наступний день почалася битва, усі вояки побачили в синьому небі білий андріївський хрест. Піктів і скотів це бачення надихнуло й допомогло здобути перемогу. З тих пір пікти і скотти стали особливо шанувати Святого Андрія.
Хоча релігійна громада в Сент-Ендрюс існувала і раніше, саме за часів Енгуса II там з'явилася рака з мощами святого Андрія Первозванного. Крім того, стягу з білим андріївським хрестом на синьому тлі став одним із символів Піктії (згодом Шотландії).
Помер у 834 році, його владу успадкував небіж Друст.

## Родина
- Еоган I, король Піктії та Дал Ріади у 837—839 роках